# Jorge Antonio Maurique
Jorge Antonio Maurique ComMD (São Luiz Gonzaga, 1960) é um magistrado brasileiro. Foi presidente da Associação dos Juízes Federais do Brasil. Em 2012 foi nomeado desembargador federal, no Tribunal Regional Federal da 4ª Região (TRF4).

## Biografia
Formado em Direito, atuou como advogado até 1987, quando assumiu como juiz de Direito em Santa Catarina. Ingressou na magistratura federal da 4ª Região em setembro de 1993. Atuou nas Subseções Judiciárias de Caxias do Sul (RS), Porto Alegre e Florianópolis. Foi juiz titular da 2ª Vara Federal e Juizado Especial Federal Cível Adjunto de Criciúma (SC), e atuou como convocado no TRF4 entre junho de 2009 e novembro de 2011.

## Prêmios
Em 2005, Maurique foi premiado pelo então presidente Luiz Inácio Lula da Silva com a Ordem do Mérito da Defesa no grau de Comendador suplementar.
Em novembro de 2016, o gabinete do desembargador Jorge Antonio Maurique obteve o primeiro ISO 9001 entre todos os gabinetes de TRFs do Brasil. A mais importante certificação de sistema de gestão de qualidade (SGQ) no mundo foi concedida no dia 11 de outubro pela Organização Internacional para Padronização, com sede em Genebra, na Suíça.